# Alberto Ficuciello
Alberto Ficuciello (Crenovizza, 26 marzo 1940 – Udine, 5 novembre 2016) è stato un generale italiano, già comandante del comando delle forze terrestri alleate del Sud Europa e comandante delle forze operative terrestri dell'Esercito Italiano.

## Biografia
Nato nella frazione di Cruscivie (oggi Hruševje) di Crenovizza, all'epoca in Provincia di Trieste, da un ufficiale del Regio Esercito, intraprese appena quattordicenne la carriera militare, entrando come allievo alla Scuola militare Nunziatella di Napoli; successivamente ha frequentato l'Accademia Militare di Modena uscendone nel 1960 con il grado di Sottotenente dei carristi.
In qualità di ufficiale carrista, ha prestato servizio presso le Divisioni corazzate "Centauro" e "Ariete", svolgendo incarichi di comando a tutti i livelli. Ha prestato servizio in qualità di istruttore e comandante di plotone presso l'Accademia Militare, ed ha comandato una compagnia carri nel Reggimento lagunari "Serenissima".
Tra il 1971 e il 1974 ha frequentato la Scuola di Guerra e il Corso Superiore di Stato Maggiore. Dal 1975 al 1976 ha prestato servizio in Gran Bretagna presso il Comando della 3ª Divisione britannica, seguito da due lunghi periodi presso l'Ufficio Addestramento e Dottrina dello Stato Maggiore dell'Esercito Italiano, il primo tra il 1976 e il 1980 e il secondo tra il 1982 e il 1984, intervallati nel 1980-81 dal comando del 3º Battaglione carri carri "M.O. Galas" della 32ª Brigata corazzata "Mameli".
Nel 1985 ha frequentato l'US Army War College a Carlisle in Pennsylvania. Con il grado di colonnello, nel 1985-86 ha comandato il Distretto Militare Principale di Palermo (1985-86) ed è stato, tra il 1986 e il 1989, addetto militare presso l'Ambasciata d'Italia a Londra. Conseguita la promozione a brigadier generale nel dicembre 1988, al rientro in Italia è stato nominato Comandante della Brigata corazzata "Centauro", incarico che ha ricoperto fino al maggio 1991. Successivamente, ha prestato servizio a Torino, nel 1991-92, in qualità di Capo di Stato Maggiore della Regione Militare Nord-Ovest e ha poi ricoperto l'incarico di Capo del III Reparto (Operazioni e Addestramento) dello Stato maggiore dell'Esercito Italiano. Dopo la promozione al grado di maggior generale tra il 1992 e il 1995 è stato il primo Vicecomandante del Corpo di Reazione Rapida del Comando Alleato in Europa (ARRC), incarico nel quale ha contribuito allo sviluppo di tutti i concetti dell'ARRC ed al conseguimento della prontezza operativa del Comando, comprese le attività preparatorie allo schieramento e all'impiego dell'ARRC (IFOR) in Bosnia-Erzegovina.
Dal gennaio 1996 al febbraio 1997, ha comandato la Scuola di Guerra dell'Esercito Italiano.
Il 1º gennaio 1997 è stato promosso al grado di Tenente Generale, ricoprendo dal marzo di quell'anno fino al marzo 1999 l'incarico di Sottocapo di Stato Maggiore dell'Esercito.
Dal 31 marzo 1999 all'aprile 2001 è stato direttore del Combined Joint Planning Staff (CJPS) a favore dei comandi strategici della NATO, incarico ottenuto su selezione internazionale.
Il 13 ottobre 2001 ha assunto l'incarico di Comandante del Comando Alleato Interforze del Sud e delle Forze Operative Terrestri dell'Esercito Italiano.
Nel 2002 ha lasciato il servizio attivo per sopraggiunti limiti d'età.
Dopo studi scientifici, ha frequentato corsi post-universitari sulla Pubblica Amministrazione e sulle Istituzioni europee presso l'Università degli Studi di Bologna, gli è stata conferita la laurea in Scienze Strategiche presso l'Università di Torino. Ha frequentato diversi corsi NATO ed ha conseguito il brevetto di paracadutista Italiano e Tedesco e quello di pilota civile (primo livello) in Italia.
Ha praticato a livello agonistico la scherma ed equitazione.

### La morte del figlio
Il figlio secondogenito Massimo, analista bancario, chiese nel 2003 di essere richiamato in servizio con il grado di tenente dei Lagunari. Assegnato, grazie alla sua conoscenza delle lingue, nella cellula pubblica informazione dell'Operazione Antica Babilonia, fu tra le vittime dell'attentato di Nassirya del 12 novembre 2003.